# Susanna Parigi
Susanna Parigi (Firenze, 13 maggio 1961 – Milano, 17 dicembre 2023) è stata una cantautrice, musicista e compositrice italiana.

## Biografia

### Origini e formazione
Fiorentina di nascita, cantante, autrice e pianista, fu presente per diversi anni nell'ambito della musica d'autore italiana.
Dopo aver ottenuto il diploma in pianoforte al conservatorio Cherubini di Firenze, studiò canto moderno a Roma, canto lirico a Bologna e canto jazz a Milano.

### Carriera
Iniziò molto presto a scrivere ed a proporre le sue canzoni; a scoprirla fu Vincenzo Micocci, che le propose un contratto con la It. Debuttò nel 1987 con il 45 giri Un anello di fumo, brano con cui vinse il primo premio come cantautrice nella trasmissione La fabbrica dei sogni condotta da Alessandro Benvenuti su Rai 3.
Seguirono quindi varie collaborazioni prima come pianista con Fiorella Mannoia e con Riccardo Cocciante nel tour La grande avventura, poi come cantante e fisarmonicista con Claudio Baglioni nel tour Assieme -oltre il concerto e AncorAssieme, e con Raf e Francesca Alotta, nel 1993, come corista rispettivamente nell'album Cannibali e Io e te.
Lavorò poi in Tam tam village con Carlo Massarini su Rai 1 e con Mino Damato in Sognando sognando dove era la voce del Sogno, sempre su Rai 1. Come corista fu presente nell'orchestra del Festival di Sanremo 1993.
Già dal primo album Susanna Parigi,  prodotto da Vince Tempera e uscito nel 1995, di cui compose interamente tutte le canzoni, cominciò a seguire un percorso del tutto personale lasciando completamente il lavoro di turnista per dedicarsi esclusivamente alla composizione.
Con il successivo album Scomposta del 1999 (sempre prodotto da Vince Tempera per Nuova Carish) la parte letteraria di questa ricerca venne svolta assieme al cantautore Kaballà con cui iniziò una proficua collaborazione che proseguirà anche negli album successivi. La presentazione dell'album fu scritta dal filosofo Umberto Galimberti.
Partecipò al Tour estivo di Radio Italia e al Beatles Tribute con l'orchestra Scarlatti di Napoli su Rai 2, dove propose una particolare versione dei brani dei Beatles. 
Nel 2000 la canzone Tre passi indietro ricevette il primo premio ed il "Premio speciale miglior composizione" al "Festival internazionale della canzone d'autore" tenutosi in Svizzera.
Nel 2003 fu tra i finalisti del “Festival della Canzone D'autore” di Recanati, con il brano Una porta nel tempo che venne poi inclusa nel relativo album; successivamente fu ospite al Premio Rino Gaetano e al Premio Fabrizio De André.
Nel 2004 uscì il terzo album In differenze, con quattordici brani di cui era anche produttore artistico insieme a Vince Tempera per l'etichetta Sette Ottavi. Nel disco succitato, contenente anche un brano scritto con la collaborazione di Pat Metheny, parteciparono Tony Levin, l'orchestra sinfonica di Sofia composta da 60 elementi ed alcuni prestigiosi musicisti italiani come Ellade Bandini, Ares Tavolazzi, Flaco Biondini, Mario Arcari ed il filosofo Umberto Galimberti, che collaborò alla stesura del testo del brano False ed alla scrittura dei monologhi dell'omonimo spettacolo teatrale, presentato tra il 2004 e il 2006 in sedi quali il Teatro Ambra Jovinelli di Roma, il Teatro dell'Arte di Milano, il Teatro Puccini di Firenze, Teatro Celebrazioni di Bologna e Teatro dell'Archivolto di Genova. La copertina dell'album riportava uno scatto concesso all'autrice dal fotografo Sebastião Salgado. 
Nello stesso anno venne considerata dai giornali italiani come una rivelazione del panorama musicale, anche per i temi sociali affrontati: dall'indifferenza come amputazione dei sensi nella società occidentale, al rispetto e all'amore per le differenze.
Il 31 maggio 2005 aprì lo spettacolo della cantante israeliana Noa al Castello Sforzesco e il 20 febbraio 2006 al Teatro Storchi di Modena.
A dicembre 2006 uscì in DVD lo spettacolo teatrale In differenze, registrato al Teatro Dell'Arte di Milano con la collaborazione di Medici Senza Frontiere per Nar International con la regia di Sergio Grati.
Nel 2009 uscì l'album L'insulto delle parole per l'etichetta Promo Music, con la partecipazione del quartetto d'archi Arkè String Quartet (esclusa la cover de La canzone dei vecchi amanti di Jacques Brel, arrangiata da Vince Tempera). L'album, di notevole impatto, includeva anche un video con le testimonianze di Pino Arlacchi, Corrado Augias, Lella Costa, Cesare Fiumi, Kaballà, Leonardo Manera, Andrea Pinketts e Bruno Renzi, ai quali si aggiunse successivamente Marco Travaglio, sul tema che dà il titolo all'album:  una riflessione sull’uso smodato, spesso volgare del linguaggio e sulla manipolazione continua del vocabolario dove si cambia nome alle cose, mantenendo le cose come sono, o si cambiano le cose mantenendone il nome, in pratica la prassi che svuota la parola di ogni significato.
Nel 2010 venne invitata dalla commissione del Festival Gaber a salire sul palco della Cittadella del Teatro Canzone come vincitrice. Nello stesso anno vinse il premio Lo Cascio.
Nel 2011 un suo brano diventò la colonna sonora del DVD “Giovanni Paolo II. Uomo. Papa. Beato”.
Nel 2011 uscì l'album La lingua segreta delle donne per l'etichetta Promo Music, in cui avvlse della collaborazione di importanti personalità del mondo della cultura, quali Lella Costa (voce recitante in Liquida, brano di apertura del disco), Pamela Villoresi, Ottavia Piccolo, Teresa De Sio, Gianna Schelotto (che parteciparono con letture e dichiarazioni, contenute nei contributi video), Ferruccio Spinetti (coautore del brano Il suono e l'invisibile), gli Arké String Quartet (presenti nel brano Una certa esaltazione di vivere) e Kaballà (coautore di alcuni brani). Tra i contenuti multimediali anche il videoclip di Liquida.
Nel 2012 vinse il premio "Slowmusic" con la seguente motivazione «Sin dagli esordi discografici, ha saputo coniugare arte e responsabilità sociale, fuggendo lo spettro della retorica e percorrendo un sentiero di scrittura ed esecuzione improntato alla più pura onestà intellettuale. Nella sua opera si riconosce una linea poetica chiara, un pensiero che orienta le note e le parole, con risultati artistici sorprendenti. Con queste motivazioni Slow Music le riconosce il premio Slow Music 2012, riservato agli artisti che proteggono la musica e salvano la cultura».
Il 17 aprile 2012 si esibì al Blue Note.
Pubblicò il libro Storie dei cinque elementi. Quando le favole salvano l'ambiente di Elena Torre e Anna Marani in cui lesse "Come una fiaccola", una delle 16 favole. Il ricavato andò in beneficenza a due progetti speciali: Cuamm Medici con l'Africa e WWF Italia.
Nel 2012 fu tra i dieci finalisti del Premio Amnesty e mise in scena insieme all'amico giornalista Andrea Pedrinelli il concerto teatrale Il saltimbanco e la luna - Le canzoni, il giornalismo, Enzo Jannacci, un omaggio a Enzo Jannacci che attraverso le sue canzoni narra la situazione del giornalismo e della musica in Italia. 
L'anteprima nazionale dello spettacolo fu al Teatro Menotti di Milano, in seguito venne anche selezionato dal Festival di Asti dove viene rappresentato al Teatro Alfieri, e al Club Tenco.
A gennaio 2013 uscì il nuovo CD di Musica Nuda (Petra Magoni e Ferruccio Spinetti) con il singolo Carica erotica di cui Susanna era autrice del testo. 
Il 22 giugno suonò nuovamente nel cortile del Museo Nazionale del Bargello a Firenze per la rassegna "Musica è donna".
Il CD dello spettacolo Il saltimbanco e la luna, con una parte del libretto scritta da Susanna concernente il lavoro svolto nella rielaborazione dei brani, uscì il 25 marzo 2014 per Egea. Nello stesso tempo vide la luce anche il libro di Andrea Pedrinelli per Giunti Roba minima (mica tanto)-tutte le canzoni di Enzo Jannacci, contenente una breve intervista a Susanna, l'unica artista italiana, dopo Mina e Milva, a dedicare un intero album alle canzoni di Jannacci.
A febbraio del 2014 uscì il libro Fusa e parole-tra umanità e gatti di Lucilio Santoni per "Infinito Edizioni", dove scrisse l'introduzione.
Il 20 maggio 2014 fu pubblicato il cd di inediti Apnea, nove canzoni scritte in parte ancora in collaborazione con Kaballà.
Nel settembre 2015 uscì una compilation tributo ad Ivan Cattaneo, Un tipo atipico, dove Susanna, assieme a numerosi altri artisti della scena musicale indipendente italiana, interpretò un brano del cantautore lombardo; il brano scelto da Susanna era L'altra faccia della luna.
Nello stesso mese uscì in tutte le edicole, con cadenza settimanale, una collana di 14 DVD per La Repubblica e L’Espresso, curata da Corrado Augias e Valerio Magrelli, dedicata alla Poesia ed ai più illustri poeti italiani: "Rime, strofe, versi da Dante a Pasolini", dove Susanna era autrice di tutta la parte musicale.
Nell'ottobre del 2015 l'artista pubblicò il suo primo libro: Il suono e l'invisibile - La musica come stile di vita, scritto assieme ad Andrea Pedrinelli, per i tipi della "Infinito Edizioni" di Modena.
Sempre nel 2015 mise in scena un concerto sacro, con il suo chitarrista Matteo Giudici, chiamato Dal suono all’invisibile - Attraverso il cuore delle parole. Lo spettacolo venne rappresentato tra gli altri a Cortona Sacra, nella Chiesa di San Marco a Milano, al Santuario della Verna e alla Fraternità di Romena. A dicembre del 2016 uscì il Cd dello spettacolo, Dal suono all’invisibile (Self). 
Nel 2017 collaborò ancora con Musica Nuda e un suo brano, Zitto Zitto, venne scelto per il loro nuovo album Leggera. 
A febbraio 2019 uscì il libro di Silvana Carcano Tremila anni e non sentirli – Una rilettura dei Dieci Comandamenti per Edizioni Àncora, di cui Susanna scrisse il capitolo Non dire falsa testimonianza.
Susanna Parigi insegnò canto pop per otto anni nel triennio popular music del Conservatorio Bonporti di Trento, per due anni canto jazz-orientamento pop nel triennio del Conservatorio Arrigo Boito di Parma, e per tre anni al Conservatorio Nino Rota di Monopoli. Ebbe la cattedra presso il Conservatorio Giuseppe Verdi di Milano.
Dopo 5 anni di silenzio discografico, tornò sulle scene il 4 ottobre 2022 con un nuovo brano e relativo videoclip Io sono il meno, anticipazione dell'album Caro m'è 'l sonno pubblicato il 4 novembre 2022.

### Morte
È morta il 17 dicembre 2023, dopo una lunga malattia, all’età di 62 anni.

## Discografia

### Album in studio
- 1995 – Susanna Parigi (RTI Music)
- 1999 – Scomposta (Carisch)
- 2004 – In differenze (Sette Ottavi)
- 2009 – L'insulto delle parole (Promo Music - Corvino Meda Editore)
- 2011 – La lingua segreta delle donne (Promo Music)
- 2014 – Il saltimbanco e la luna (Egea)
- 2014 – Apnea (Centotre Edizioni Musicali)
- 2016 – Dal suono all'invisibile (Centro Cultura Meditteranea/Self)
- 2022 – Caro m'è 'l sonno (Produzione: Taketo Gohara)

### Singoli
- 1987 – Un anello di fumo/Donne e motori (IT IT 423)
- 1999 – La decima porta (Nuova Carisch)
- 2004 – False (Sette Ottavi)
- 2022 - Io sono il meno (Warner/Self)

## Videografia

### DVD
- 2006 - In differenze - Una porta nel tempo (NAR International)

## Partecipazioni
- 1995 – AA.VV. Primo Festival nazionale della canzone d'autore - Inedito per Maria con il brano "Hallelù-yah".
- 1996 - Kaballà Lettere dal fondo del mare duetto nel brano "Tropico del cuore".
- 1996 – AA.VV. Stacca la spina - Artisti contro la pena di morte con il brano "Fino all'ultima possibile nota da suonare".
- 2001 – "Terra rossa" (brano con cui Susanna vince il Premio Internazionale Myrta Gabardi).[17]
- 2001 - AA.VV. Premio Città di Recanati nuove tendenze della canzone d'autore con il brano "Una porta nel tempo (Versione cantata)".
- 2002 – Rivista New Age N.115, maggio 2002, con il brano strumentale "Dal cielo invisibile scende in forma di suono la pena d'acqua" (brano pubblicato nel cd allegato alla rivista).
- 2006 – DVD "In differenze" (Nar International) con i brani "Canzone dei vecchi amanti", in duetto con Kaballà, "Disamistade" e l'inedito "Qualcosa che ci sfugge".
- 2008 – AA.VV. Caro Papà Natale con il brano "Silent Night" - (CD i cui proventi sono stati utilizzati per la fornitura di computer ai reparti pediatrici di lungodegenza).
- 2012 – Elena Torre e Anna Marani, Storie dei cinque elementi con la fiaba recitata "Solo una fiaccola" (brano pubblicato nel cd allegato al libro).
- 2015 – AA.VV. Un tipo atipico - Tributo ad Ivan Cattaneo con il brano "L'altra faccia della luna".
- 2017 – Musica Nuda album Leggera, con il brano "Zitto Zitto".

## Libri
- 2015: Il suono e l'invisibile - La musica come stile di vita (con Andrea Pedrinelli) -(Infinito Edizioni)
- 2024: La voce e l'invisibile - Viaggio attraverso la vocalità nascosta (Audiolibro) - (Disponibile su Amazon/Audible) - Pubblicazione postuma.

## Poesia
- 2008: Viene pubblicata su YouTube una breve poesia scritta da Alberto Barina e recitata dalla voce di Susanna: "Voce di Aydah".
- 2010: Viene pubblicata una sua poesia nel libro "Calpestare l'oblio". Poeti italiani contro la minaccia incostituzionale, per la resistenza della memoria repubblicana. Edizioni Marte gen. 2010